# Hans Geistreiter

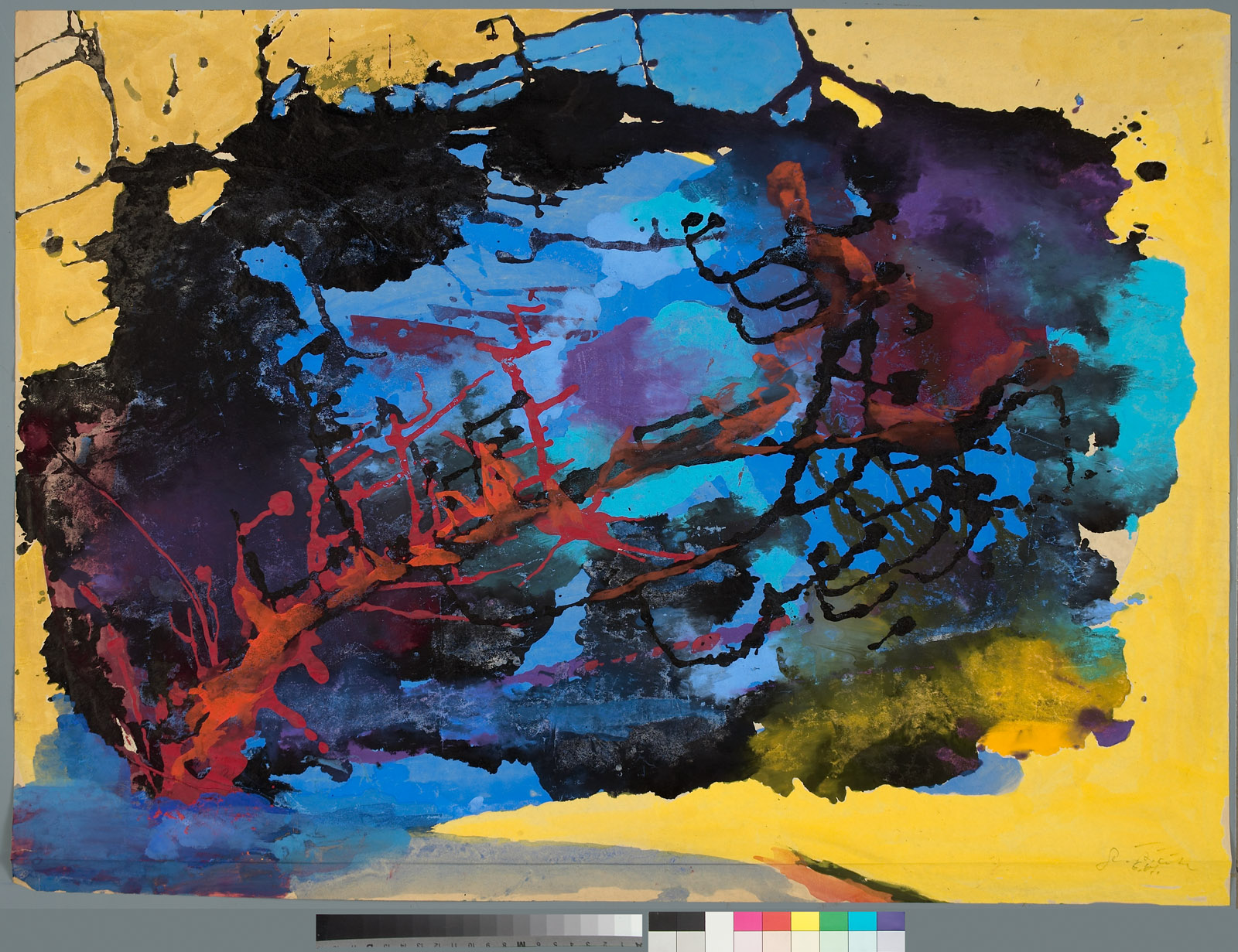
Hans Geistreiter: Abstrakte Arbeit, 1972.

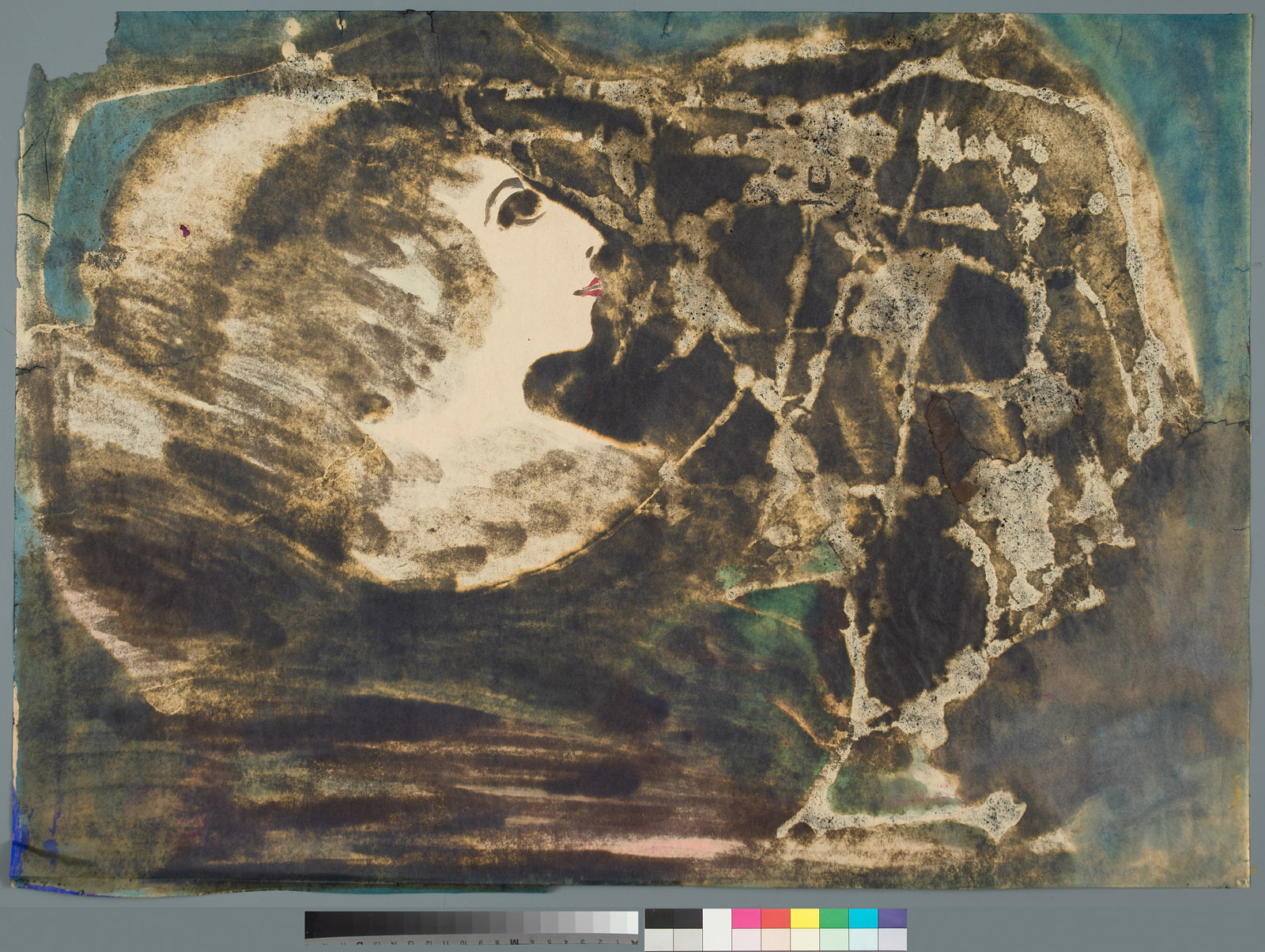
Figurative Arbeit Geistreiters, undatiert.

Hans Geistreiter (* 22. Mai 1910 in Regensburg; † 10. Januar 1996 ebenda) war ein deutscher Kunstmaler. Er lebte in Regensburg und später in Kallmünz. 

## Ausbildung
Geistreiter machte in der Zeit von 1925 bis 1928 eine Lehre als Theatermaler und besuchte anschließend von 1928 bis 1930 die Königliche Kunstgewerbeschule in München. In der Zeit von 1930 bis 1935 studierte er an der Akademie der bildenden Künste in München bei Olaf Gulbransson und Karl Caspar. Er war ein Meisterschüler mit eigenem Atelier.

## Leben
Von 1935 bis 1938 war Geistreiter künstlerisch in Regensburg tätig, vorwiegend mit großen Fresken und Fassaden. Er war 1940, 1941, 1943 und 1944 mit sechs Bildern auf der Großen Deutschen Kunstausstellung in München vertreten. Während des Zweiten Weltkriegs war er Soldat. In dieser Zeit heiratete er Hildegard Kubus. Durch Bombenschaden verlor er fast alle Arbeiten.
Nach dem Krieg war er bis 1952 als Kulissenmaler und Maler für Faschings- und Kinoplakate tätig. Von 1952 bis 1959 arbeitete er als Innenarchitekt im Auftrag einer Nürnberger Brauerei an Entwurf und Gestaltung von Gaststätten in ganz Deutschland. Von 1959 bis 1979 betrieb Geistreiter die Weinstube Am Kamin Hinter der Grieb 6 in Regensburg, die er nach eigenen Plänen gestaltete.
Im Jahre 1979 schrieb er in seinen Lebenslauf: „Endlich wieder Ruhe zur künstlerischen Arbeit“. Er kaufte ein Haus in Kallmünz, Vilsgasse 16 und arbeitete als freier Künstler. Ein Zubrot verdiente er durch Lehrtätigkeiten an der Akademie für Erwachsenenbildung in Regensburg.
1985 widmete ihm die Stadt Regensburg zu seinem 75ten Geburtstag eine große Ausstellung in der städtischen Galerie Leerer Beutel. Vier Jahre danach erhielt er den Kulturpreis der Stadt Regensburg.
1996 starb Hans Geistreiter in einem Altenheim. 2008 tauchten Bilder von Haus Geistreiter aus den Jahren 1968 bis 1972 auf, ein Teil wurde in einer Ausstellung mit dem Titel „Gerettet…!“ gezeigt. „Auch an diesen Bildern aus dem Müll zeigt sich, dass Hans Geistreiter eine herausragende Bedeutung unter den Regensburger Künstlern der Nachkriegsjahrzehnte zukommt“, schrieb darüber Ulrich Kelber in der MZ.
Anlässlich seines 20. Todestages fand in Kallmünz eine Ausstellung statt: Hans Geistreiter, von Akten, Geistern und Abstrakten.

## Auszeichnung
- 1989 Kulturpreis der Stadt Regensburg[1]